# Templo Fu'an de Shengang
El templo Fu'an de Shengang (en chino tradicional, 伸港福安宮; pinyin, Shēngǎng Fú'ān Gōng) es un templo ubicado en la localidad de Shengang, condado de Changhua, Taiwán. El templo está dedicado a la diosa del mar Mazu, que es la forma deificada de Lin Moniang. En 2015 gran parte del templo terminó destruida por un incendio. Actualmente el templo está bajo reconstrucción.

## Historia
La historia del templo Fu'an se remonta a su fundación en 1677 por los colonos de Quanzhou de China continental. Según la leyenda, después de que un pescador recogió un trozo de madera flotante, apareció Mazu y le dio instrucciones para construir un templo utilizando la madera flotante como material para la estatua. Durante la época de dominio japonés sobre Taiwán, el templo fue reconstruido en su totalidad entre 1917 y 1918. Se le hicieron ampliaciones en 1971 y 1993, mientras que en 1980 se le añadió un paifang en su frente.
El 16 de mayo de 2015 aproximadamente a las 23 horas, se produjo un incendio dentro del templo de Fu'an que consumió la mayor parte del templo. Dos días después, los funcionarios del templo encontraron los restos de dos estatuas de madera de Mazu dentro del templo: la en chino tradicional, 鎮殿媽祖 —carbonizada al punto de quedar irreconocible— y la  —quemada al punto de quedar solo cenizas—. La única estatua de Mazu que sobrevivió fue una que no estaba en el templo al momento del incendio porque iba a ser usada en un festival la próxima semana; después del incendio, fue devuelta inmediatamente y colocada en los restos del templo. El 4 de abril de 2018 se llevó a cabo una ceremonia de inauguración de las obras de reconstrucción del templo, tres años después debido a problemas de uso de la tierra.

## Tradiciones
Este es el templo principal dedicado a Mazu en el área y como tal alberga un evento conocido como en chino tradicional, 送大爐. Cada año, el templo Fu'an pasa un incensario de incienso a una de los dieciocho pueblos en Shengang y Hemei. El incensario se coloca en el templo principal del pueblo y ese templo es sede de una celebración para todos los pueblos. El pueblo se elige a través de adivinación poe. El 12 de mayo de 2020 el gobierno del condado de Changhua reconoció a este evento como una tradición cultural protegida.